# Joachim Christensen
Joachim Christensen (Copenaghen, 28 ottobre 1993) è un giocatore di football americano danese, che gioca come centro per i Rhein Fire.

## Palmarès
- 1 ELF Championship (Frankfurt Galaxy, 2021)